# Santos Laguna
Club Santos Laguna S.A. de C.V. – meksykański klub piłkarski z siedzibą w mieście Torreón, w stanie Coahuila. Występuje w rozgrywkach Liga MX. Domowe mecze rozgrywa na obiekcie Estadio Corona.

## Osiągnięcia

### Krajowe
- Liga MX

| zwycięstwo (6):     | 1996 (I), 2001 (V), 2008 (C), 2012 (C), 2015 (C), 2018 (C) |
| drugie miejsce (6): | 1994, 2000 (V), 2010 (B), 2010 (A), 2011 (A), 2021 (G)     |

- Copa MX

| zwycięstwo (1):     | 2014 (A) |
| drugie miejsce (0): | –        |

- Campeón de Campeones

| zwycięstwo (1):     | 2015 |
| drugie miejsce (1): | 2018 |

- InterLiga

| zwycięstwo (1):     | 2004 |
| drugie miejsce (0): | –    |

### Międzynarodowe
- Puchar Mistrzów CONCACAF

| zwycięstwo (0):     | –          |
| drugie miejsce (2): | 2012, 2013 |

## Historia
Zespół założony został 13 sierpnia 1983. Obecnie gra w pierwszej lidze meksykańskiej, Primera División de México, w której zadebiutował w sezonie 1988/89 zremisowanym 1:1 meczem z Morelią. Historycznego, pierwszego gola dla Wojowników podczas ich występów w najwyższej klasie rozgrywkowej strzelił Lucas Ochoa z rzutu karnego. Drużynę prowadził Carlos Ortiz. Podczas tego samego sezonu, 1988/89, najskuteczniejszym zawodnikiem w drużynie był Hugo León Campozano z 7 golami na koncie. Santos Laguna zakończyła rozgrywki na ostatnim, piątym miejscu w grupie 2 (29 punktów), nie kwalifikując się do fazy play–off.
Pierwszym większym sukcesem, który odniósł zespół z Torreón, było wicemistrzostwo Meksyku w sezonie 1993/94. Laguneros w dwumeczu finałowym play–offów ulegli Tecos UAG łącznym wynikiem 1:2 (1:0, 0:2).
Przed sezonem Invierno 1996 szeregi drużyny zasilił 22-letni napastnik Atlasu, Jared Borgetti. Był on związany z Santos Laguną przez następnych osiem lat, stając się legendą klubu. Borgetti jest najlepszym strzelcem w historii Wojowników (159 goli w regularnym sezonie ligowym i 30 w fazie play–off). Jest także zawodnikiem, który rozegrał najwięcej meczów dla zespołu (256 w lidze i 39 play–offach). Dwukrotnie zwyciężył z zespołem w rozgrywkach meksykańskiej Primera División – jesienią 1996 i wiosną 2001. Wywalczył także wicemistrzostwo w sezonie Verano 2000.
Santos Laguna zdobyła trzeci tytuł mistrzowski wiosną 2008, pokonując Cruz Azul (2:1, 1:1), natomiast dwa lata później tytuł wicemistrzowski, ulegając Toluce (2:2, 0:0, 3:4 po karnych). Do tych sukcesów najbardziej przyczynili się Christian Benítez, Daniel Ludueña i Vicente Vuoso. Ważnym ogniwem zespołu był także doświadczony golkiper Oswaldo Sánchez, pełniący funkcję kapitana drużyny.
Dnia 9 grudnia 2010 na oficjalnej stronie szkockiego klubu Celtic F.C. pojawiła się informacja, że klub nawiązał współpracę z Santos Laguną i została ona ostatecznie przypieczętowana.

## Aktualny skład
Stan na 29 kwietnia 2025.